# 克萊姆冰原島峰
78°31′S 160°40′E / 78.517°S 160.667°E
克萊姆冰原島峰（英語：Clem Nunatak），是南極洲的冰原島峰，位於希拉里海岸，處於哈弗韋冰原島峰西南面13公里，海拔高度1,260米，現時由南極條約體系管理。